# Sara Saitō
Sara Saitō (japanisch 齋藤 咲良 Saitō Sara; * 3. Oktober 2006) ist eine japanische Tennisspielerin.

## Karriere
Saitō spielt vor allem auf der ITF Junioren Tour, wo sie am 29. Mai 2023 in der Junioren-Weltrangliste den 2. Platz erreichte und auf der ITF Women’s World Tennis Tour, wo sie bislang drei Einzeltitel erringen konnte.

## Turniersiege

### Einzel
| Nr. | Datum           | Turnier    | Kategorie | Belag             | Finalgegnerin    | Ergebnis      |
| --- | --------------- | ---------- | --------- | ----------------- | ---------------- | ------------- |
| 1.  | 8. Oktober 2023 | Makinohara | ITF W25   | Teppich           | Thasaporn Naklo  | 6:4, 6:3      |
| 2.  | 16. Juni 2024   | Biarritz   | ITF W100  | Sand              | Margaux Rouvroy  | 5:7, 6:3, 6:3 |
| 3.  | 16. März 2025   | Kyōto      | ITF W50   | Hartplatz (Halle) | Himeno Sakatsume | 6:4, 7:62     |